# Augusta Holmès
Augusta Mary Anne Holmès (París, 16 de diciembre de 1847 - París, 28 de enero de 1903) fue una pianista y compositora francesa.

## Biografía
Augusta Mary Anne Holmès nació el 16 de diciembre de 1847 en París, siendo hija de padres irlandeses. Fue una niña prodigio del piano, pues a los cuatro años ofrecía conciertos públicos con elevada técnica, y sentimiento sonoro, y luego llegó a ser la alumna predilecta de los maestros Henri Lambert, Hyacinthe Klosé y César Franck. Desde entonces, escribió la letra y música de sus obras, usando el seudónimo de Hermann Zeuta.
El 28 de junio de 1903, falleció en París.

## Obras
Entre sus obras se encuentran las óperas Hero y Leandro,  Astarté,  Lancelot del lago,  La montaña negra, el salmo  In exitu,  las sinfonías Orlando furioso, Lutecia, y también Los argonautas; los poemas sinfónicos Irlanda, Palagne y Andrómeda; la suite sinfónica El país azul; obras corales y gran cantidad de piezas para orquesta y canciones artísticas.